# Dudu (okręg Ilfov)
Dudu – wieś w Rumunii, w okręgu Ilfov, w gminie Chiajna. W 2011 roku liczyła 1728 mieszkańców.